# Кулдига
Ку́лдига (латыш. Kuldīgaо файле; до 1917 года официально — Го́льдинген, нем. Goldingen) — город на западе Латвии, в исторической области Курземе. Административный центр Кулдигского края. Старая часть города и долина реки Вента в 2023 году была внесена Список объектов всемирного наследия ЮНЕСКО.

## География
Расположен при впадении в Венту речки Алекшупите, примерно в 150 км западнее Риги. Площадь города — 13 км².

## История
Впервые Кулдига упоминается в письменных источниках в 1242 году. В этом же году заложен замок Гольдинген членом Тевтонского ордена Дитрихом фон Грюнингеном. В 1355 году городу дарован герб с изображением Святой Екатерины. Возникший вокруг замка Гольдинген город в 1378 году был наделён городскими правами и вступил в Ганзейский союз. В 1596 году здесь располагалась одна из резиденций курляндских герцогов, до 1616 года город являлся столицей Курляндии.
В 1615 году наводнение разрушило мост, причинив большой ущерб городу. В городе начался пожар, который уничтожил большую часть деревянной застройки.
Герцог Якоб направил крестьян из поместья устраивать у водопада приспособления для ловли рыбы — заколы. С их помощью можно было добыть 80-100 лососей в день — они поступали в Митаву на нужды двора. Такой способ ловли рыбы использовали вплоть до 1930-х годов.
В 1750 году замок снесли, а камни использовали для строительства городских домов.
Интенсивное развитие города началось во второй половине XIX века: в Гольдингене появились фабрика иголок «Метеор» (1860 г.), кожевенная фабрика (1875 г.), спичечная фабрика «Вулкан» (1878 г., в дальнейшем разрослась в деревообрабатывающий комбинат), шерстопрядильная фабрика (1885 г.), в городе также изготавливали сигары, мыло, водку, ликёр и минеральную воду, на некоторых производствах количество занятых доходило до 100 человек. В 1886 году из Риги была переведена Прибалтийская учительская семинария.
В 1935 году было открыто железнодорожное сообщение между Кулдигой и Алсунгой, соединившее город с железнодорожной линией Лиепая — Вентспилс; строительство продолжения дороги, которое должно было соединить Кулдигу с Тукумсом, было прервано Второй мировой войной. Линия Кулдига — Алсунга была упразднена в 1973 году.

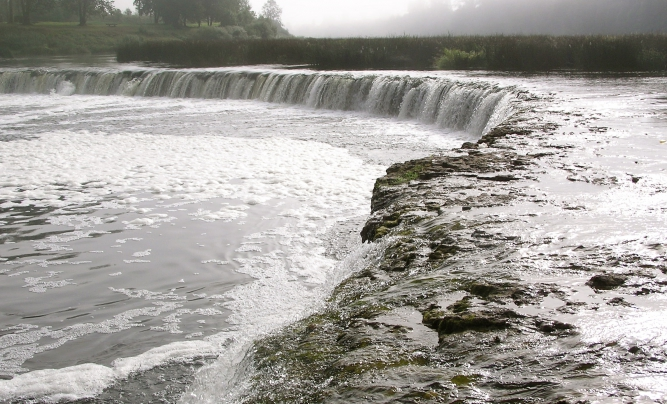
Водопад Вентас-Румба

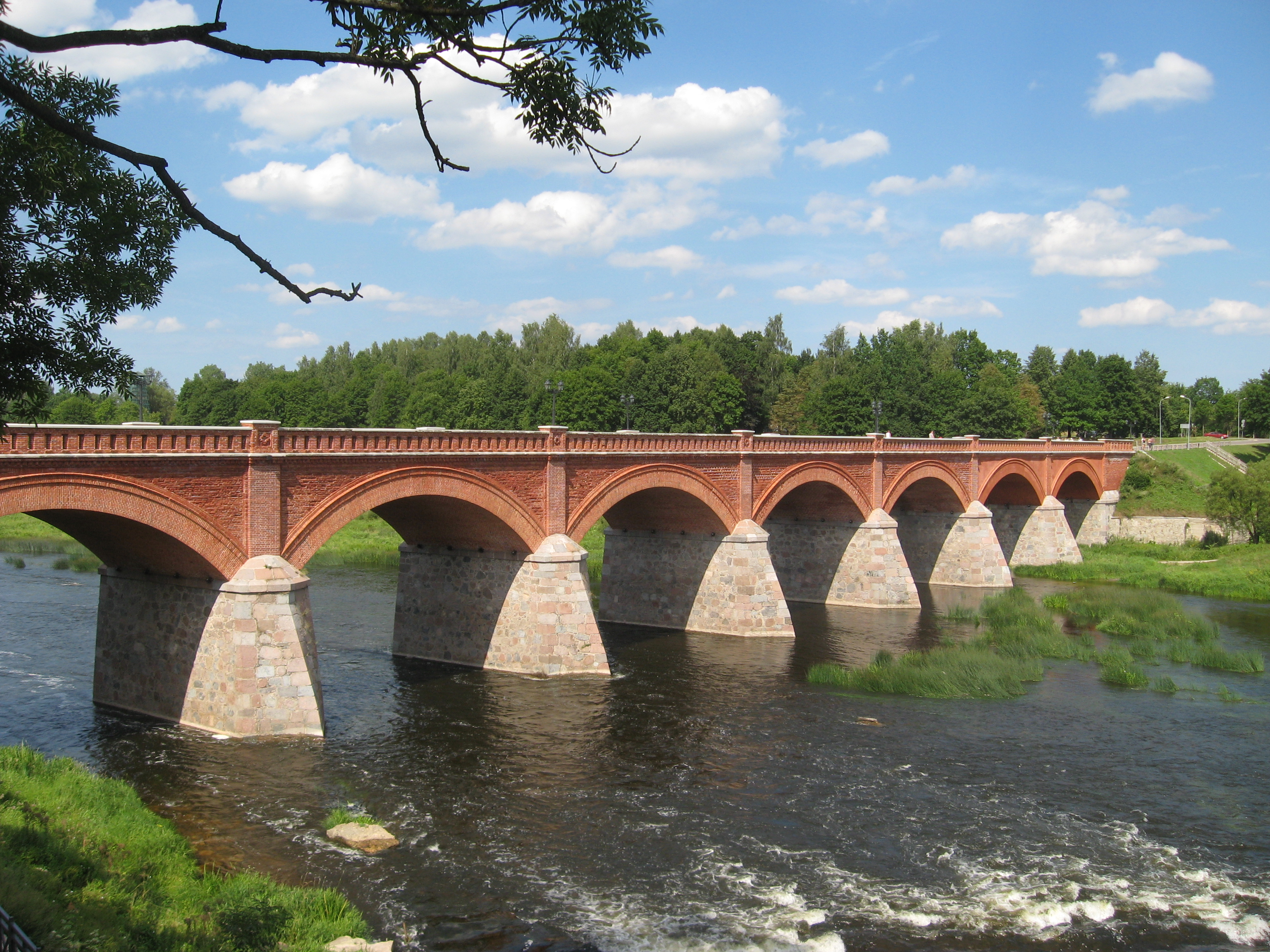
Кулдигский кирпичный мост

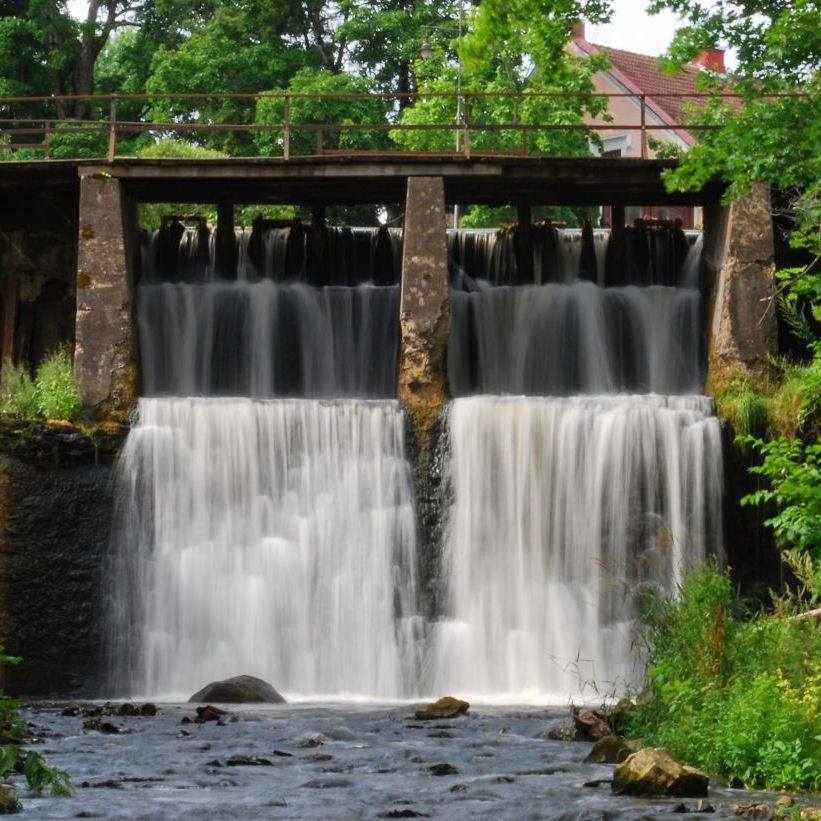
Водопад на Алекшупите

## Достопримечательности
В отличие от многих других латвийских городов, центр Кулдиги избежал разрушений во время многочисленных войн и пожаров. Здесь сохранилась оригинальная деревянная архитектура, в некоторых случаях восходящая к XVI—XVII векам.

### ВодопадВентас-Румба
Самый широкий водопад в Европе (249 м), естественной природы, с водопадом связан ряд легенд и исторических событий. Из-за приспособлений для ловли рыбы, использованных здесь герцогом Якобом, Кулдигу в старину называли страной, где лососей ловят в воздухе.

### Кулдигский кирпичный мост
Один из самых длинных мостов с кирпичными сводами в Европе. Построен в 1874 году, отреставрирован в 2008 году. Длина 500 футов, ширина 36 футов, чтобы могли разъехаться встречные кареты.

### Водопад на Алекшупите
Самый высокий (4,5 м) на данный момент водопад Латвии. С XIX века рядом с водопадом начинает работать водяная мельница.

### Синагога
Большая синагога в Кулдигe была построена в 1875 году при российском императоре Александре II, рядом с ней находился молитвенный дом, сохранилось и третье здание капеллы. После перестройки комплекса в синагоге разместилась библиотека, а в бывшем молитвенном доме работает Дом искусств, где регулярно проводятся различные художественные выставки и концерты. На 3-м этаже Дома искусств оборудованы помещения для проведения конференций и семинаров.

### Городской сад
Сад расположен в старинной части Кулдиги на месте бывшей резиденции Ливонского ордена, впоследствии герцогов Курляндских. В замке родился герцог Якоб. В Городском саду восстановлен водоём с фонтаном, созданы пешеходные дорожки, построены беседка и смотровые площадки. В летний сезон здесь можно в выходные посетить киносеанс под открытым небом. В парке размещены 22 скульптуры работы Ливии Резевси. Любители активного отдыха могут попытаться заняться геокэшингом и поискать тайники, укрытые в Городском саду.

### Замковая сторожка (Домик палача)
Построена в 1735 году из камней, оставшихся от разрушенного герцогского замка, на террасе которого располагается единственный ещё сохранившийся фрагмент стены Кулдигского замка. В старину здесь жил последний сторож замка Бофемeель. В народе сторожку ещё называют домиком палача.

### Старейший деревянный дом в Кулдиге
Здание рядом с мостиком Латвийской Венеции. Дом украшают входная дверь с окошком второго света, а также один из самых старинных флюгеров с изображение мифического животного — единорога.
Старый город Кулдиги
Городская структура Кулдиги в значительной степени сохранила планировку улиц того периода и включает как традиционную бревенчатую архитектуру, так и стили с иностранным влиянием, что свидетельствует о богатом обмене между местными и странствующими ремесленниками со стран Балтийского моря. Архитектурное влияние и ремесленные традиции, привнесенные в период существования герцогства, сохранились и в XIX веке. Старый город внесен в Список объектов всемирного наследия ЮНЕСКО.

## Спорт
С 2006 года в городе проводится полумарафон.

## Галерея

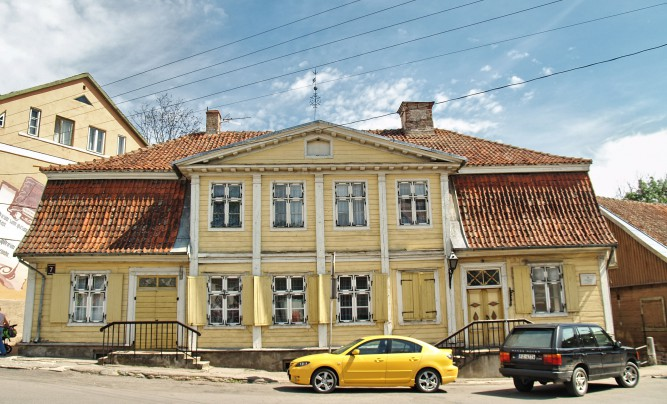
Самое старое деревянное здание Кулдиги
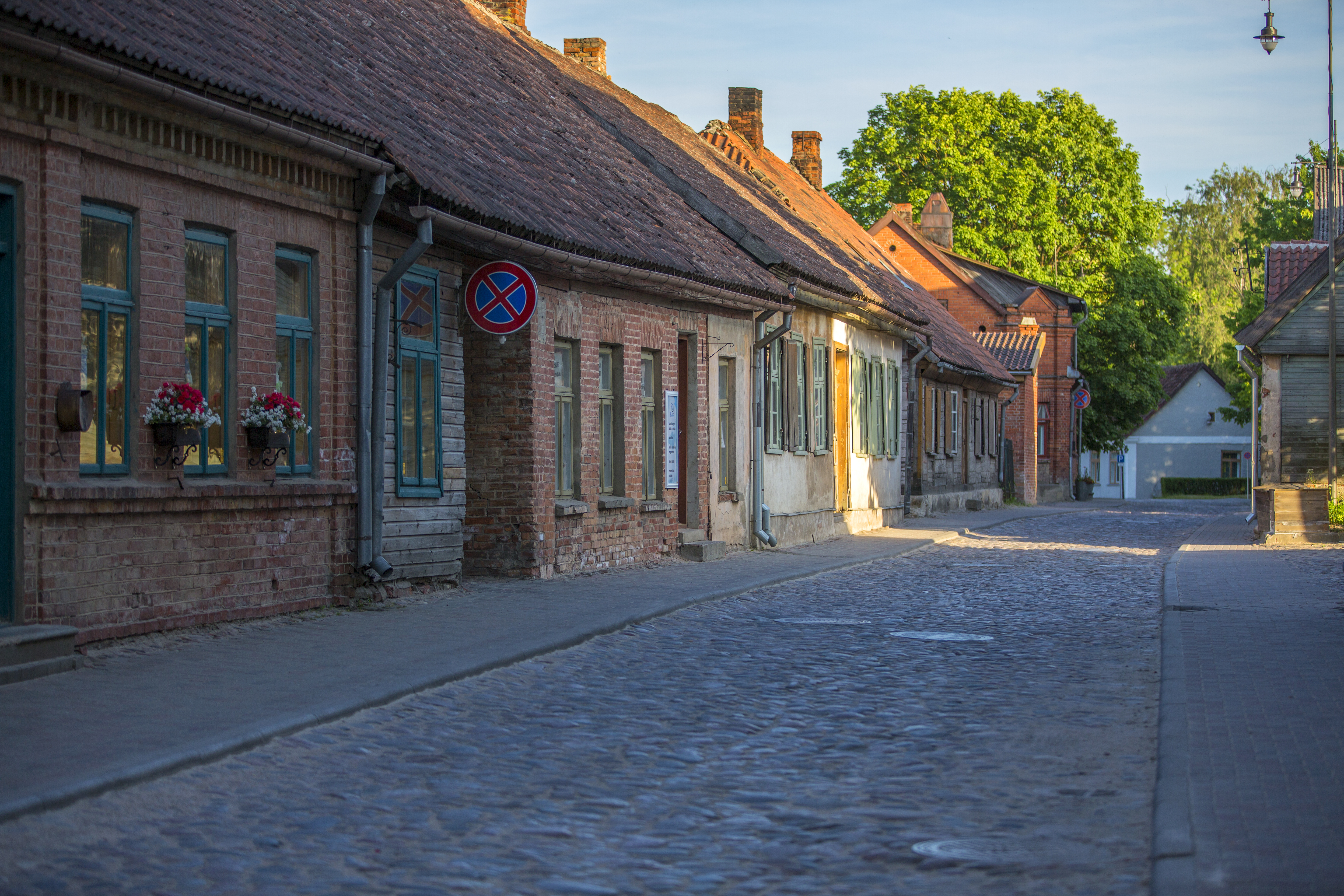
Старый город
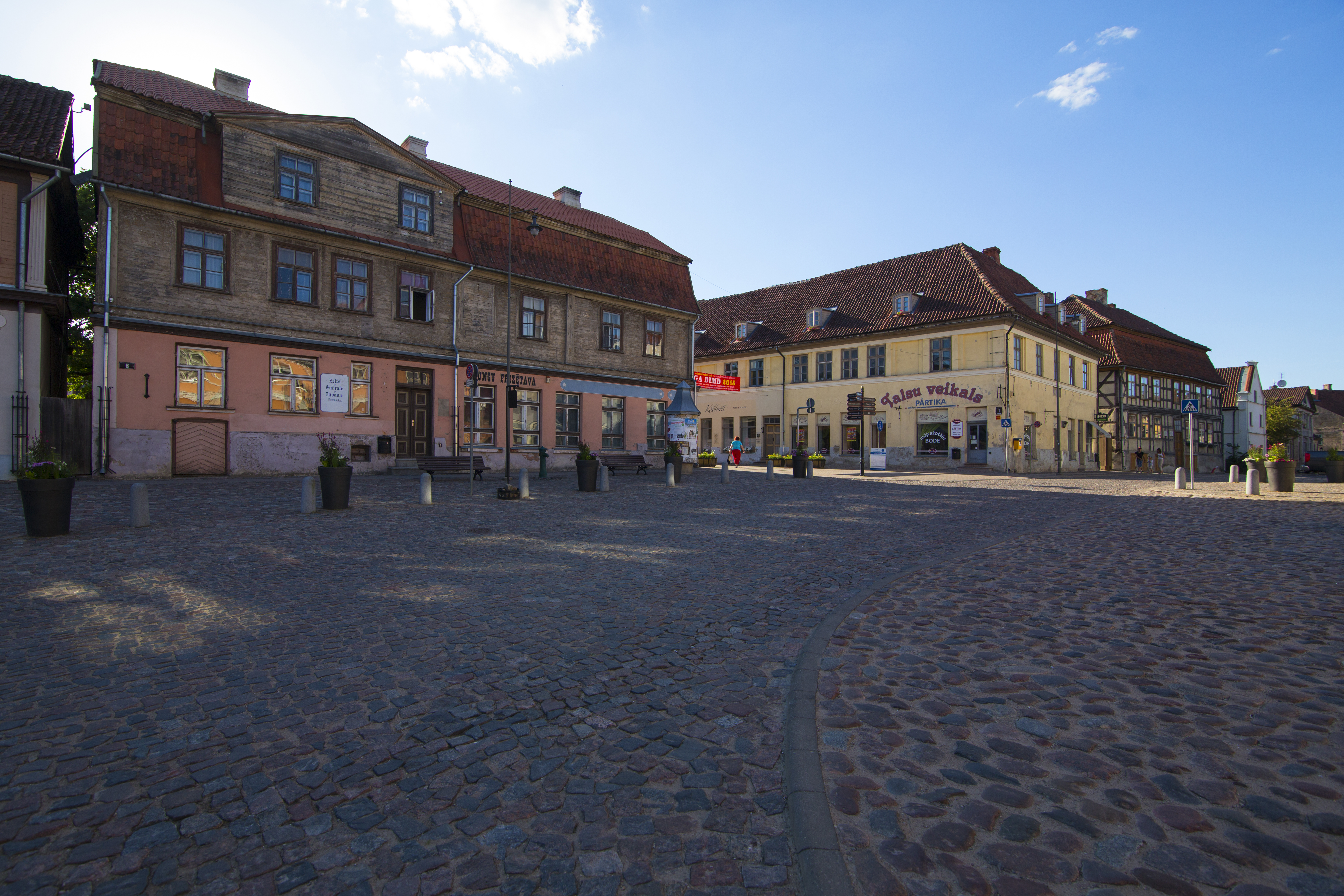
Исторический центр Кулдиги
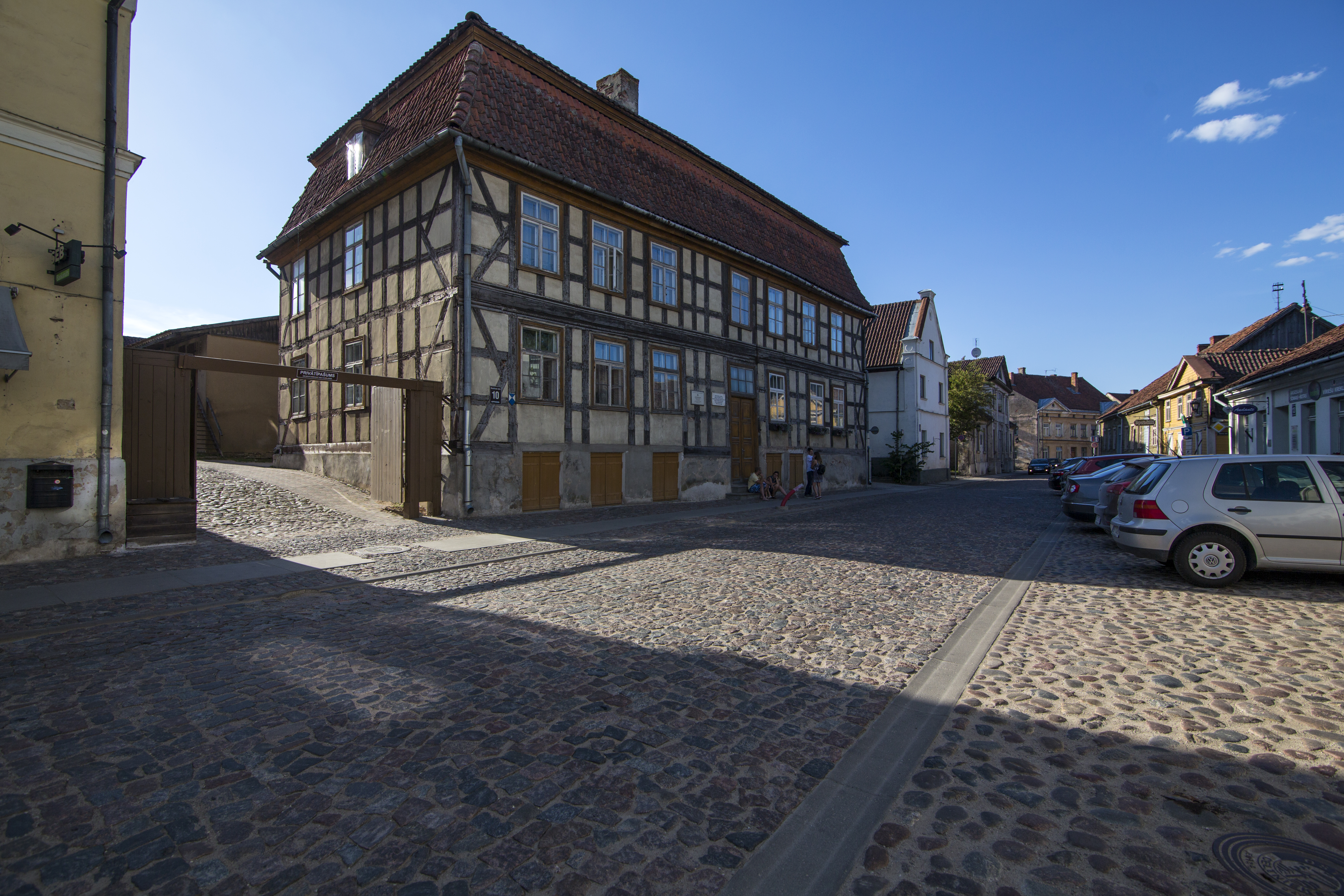
Придворная аптека герцога (1622 г.)
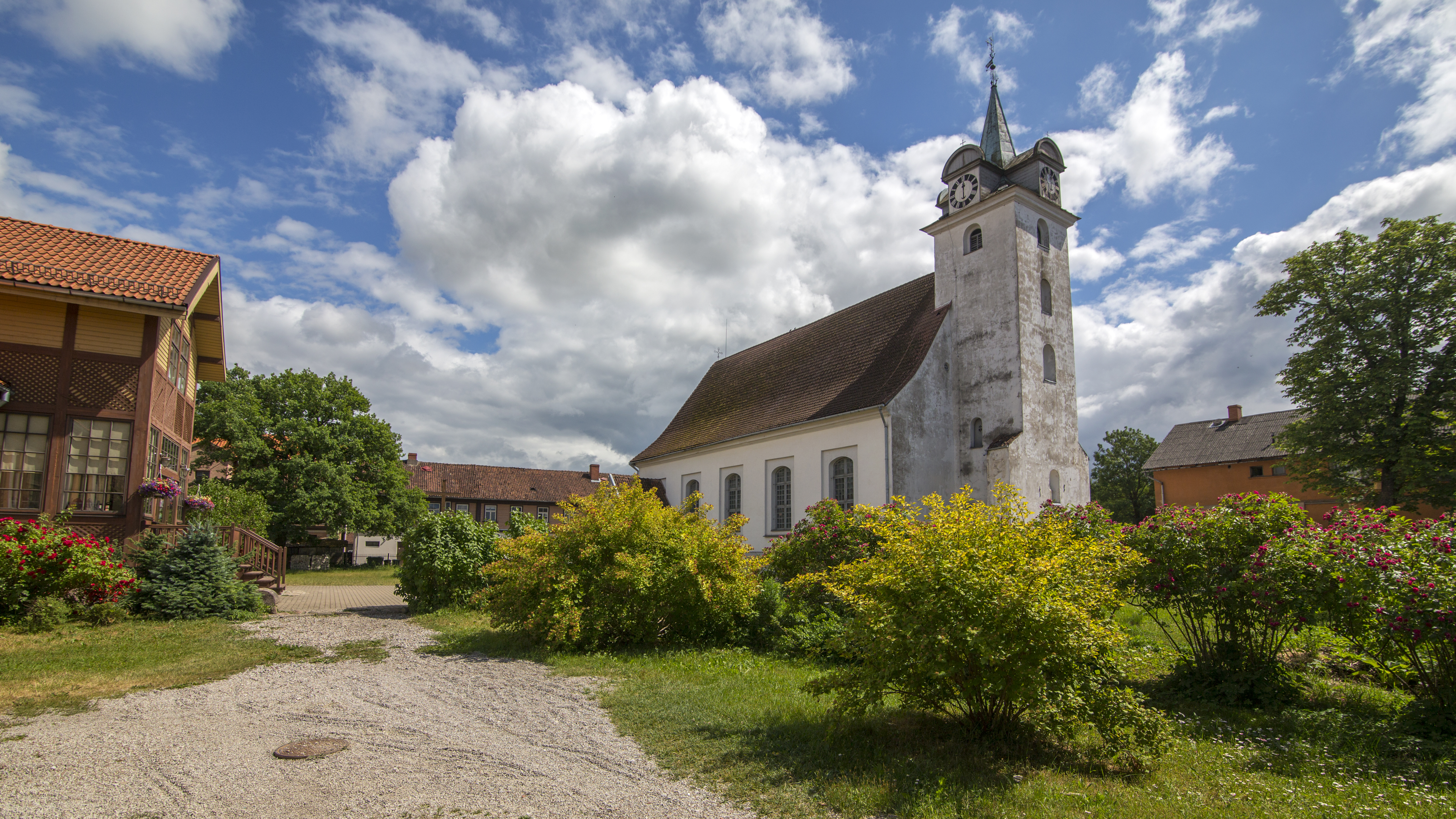
Католическая церковь Святой Троицы
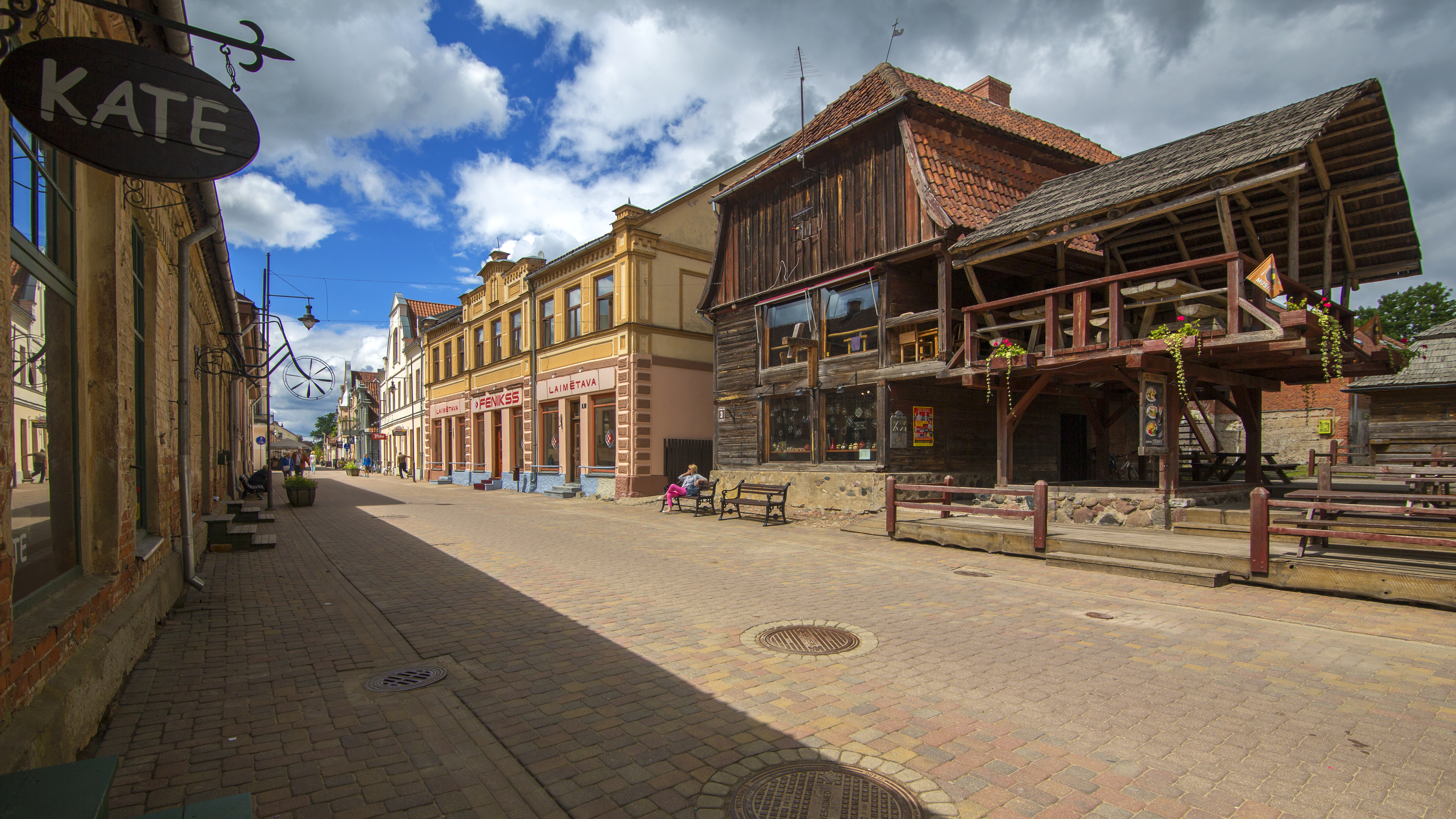
Променад улицы Лиепаяс
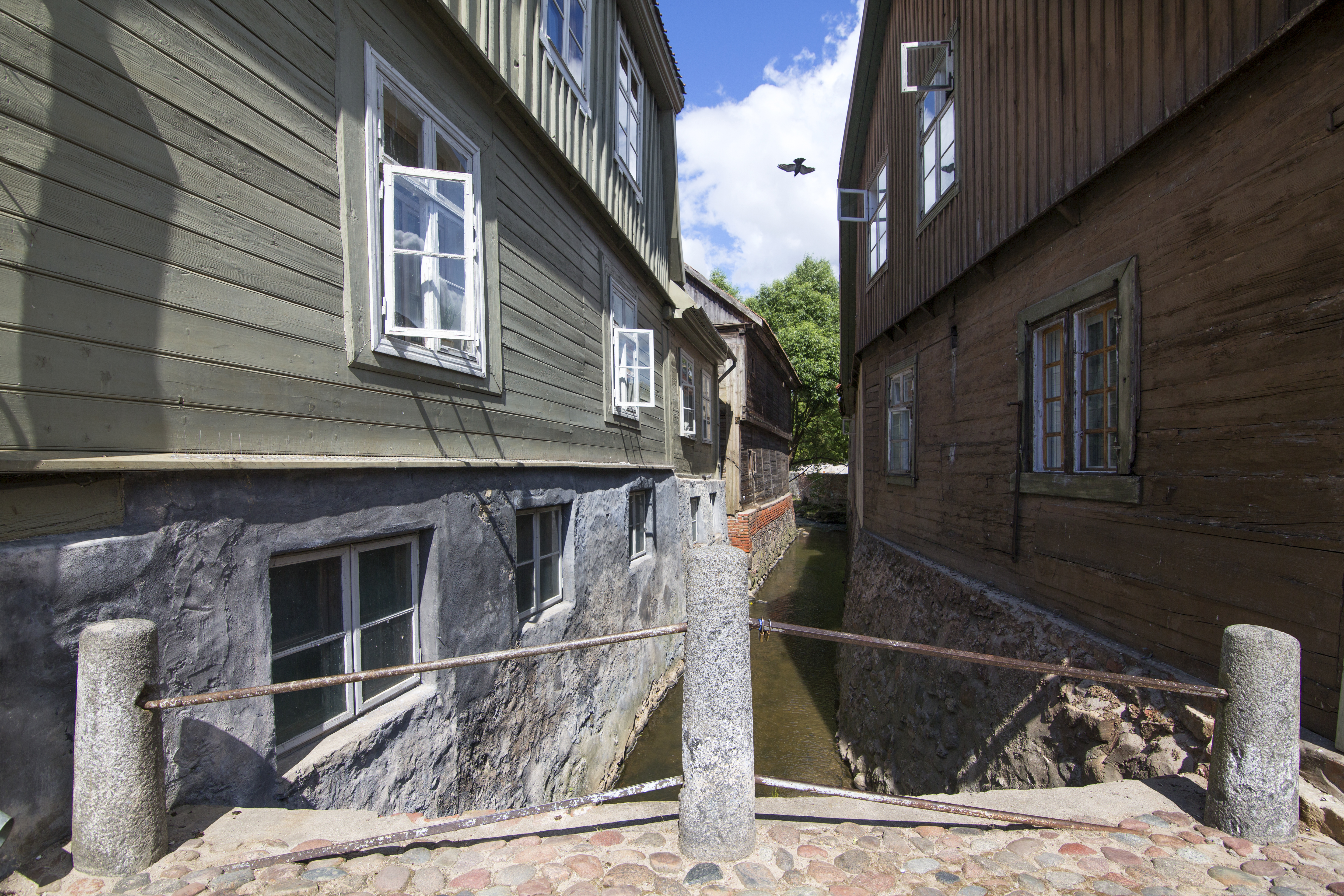
Старый город вокруг Алекшупите
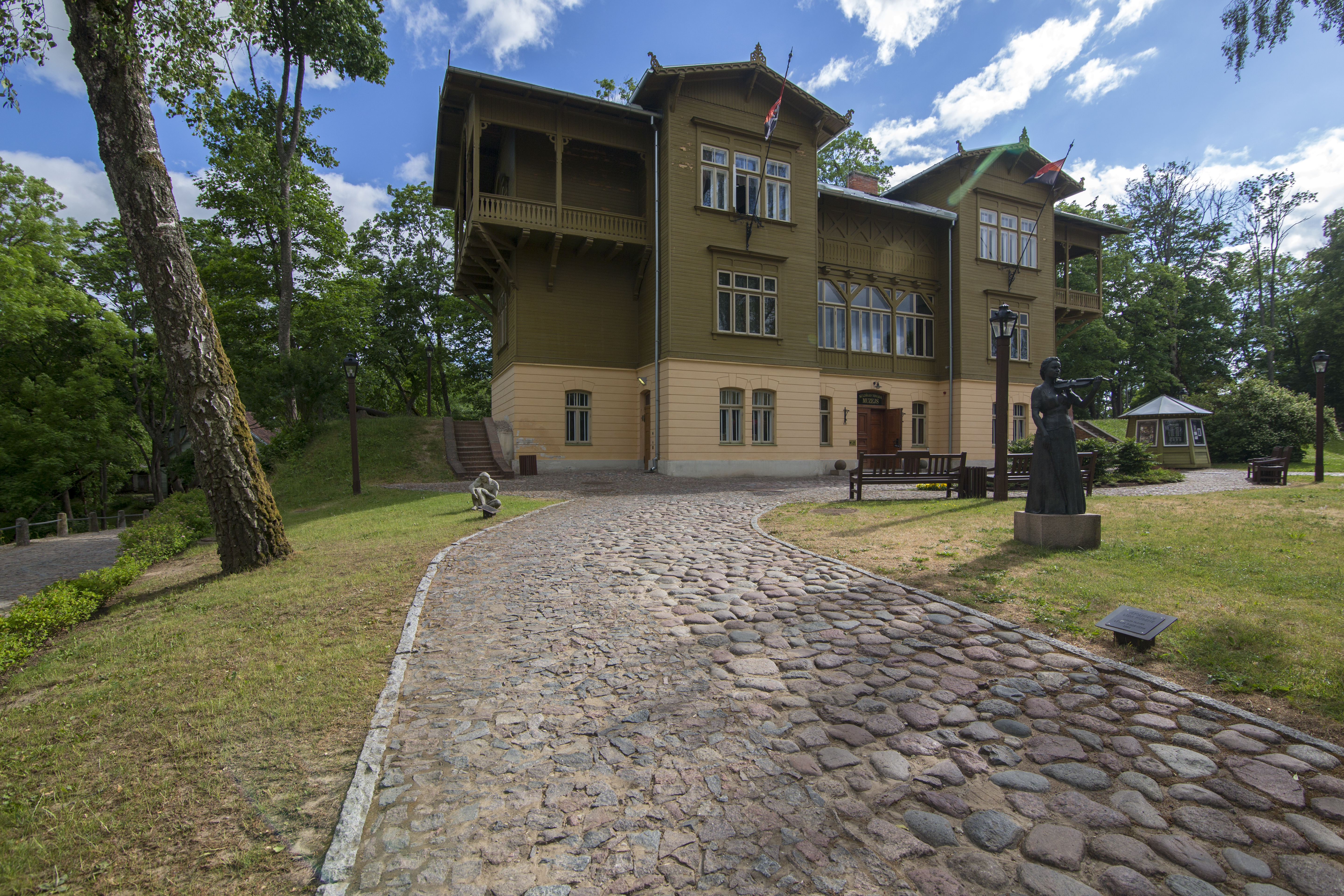
Музей Кулдигского края
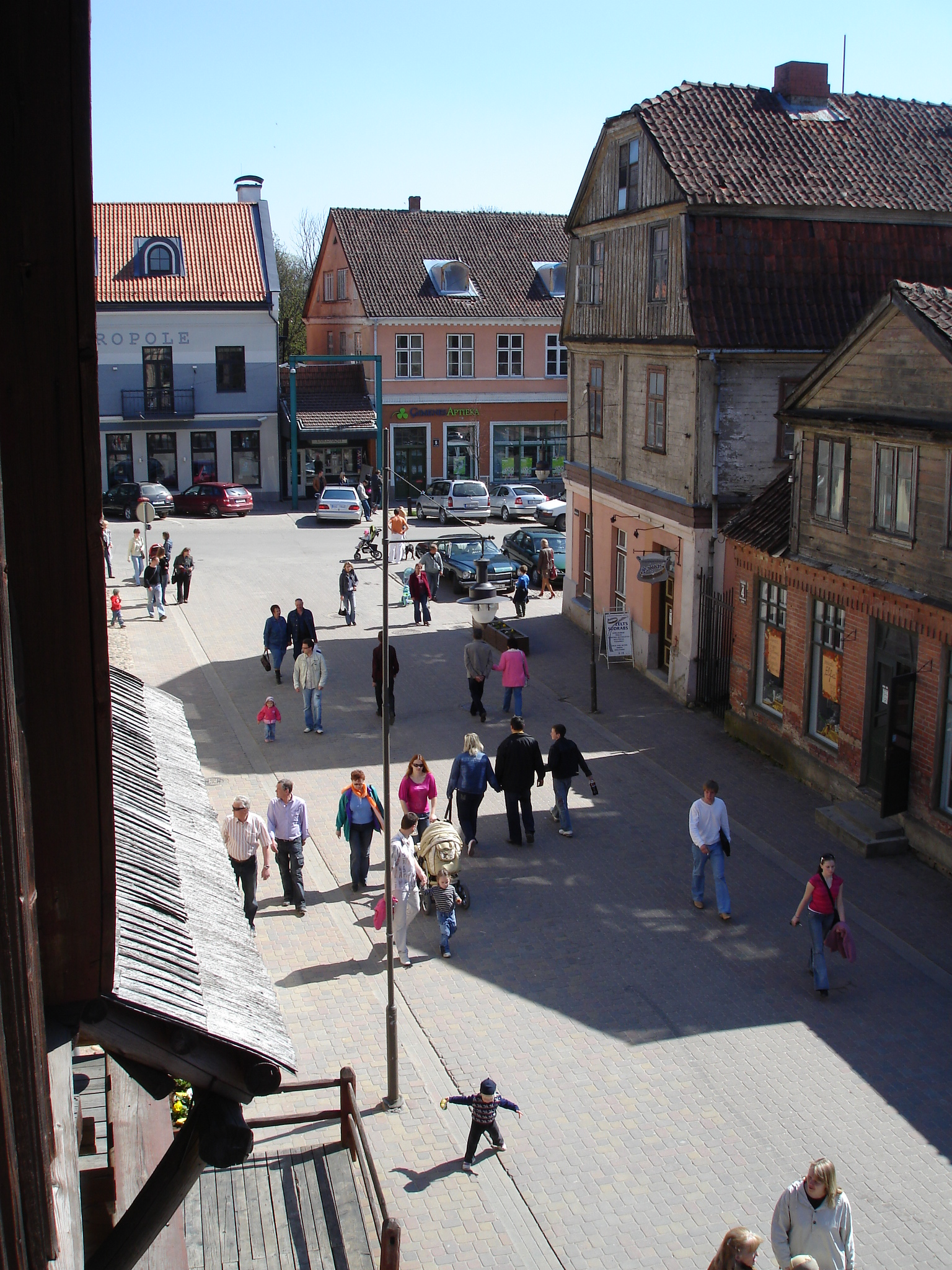
Улица Лиепаяс у пересечения с улицей Базницас
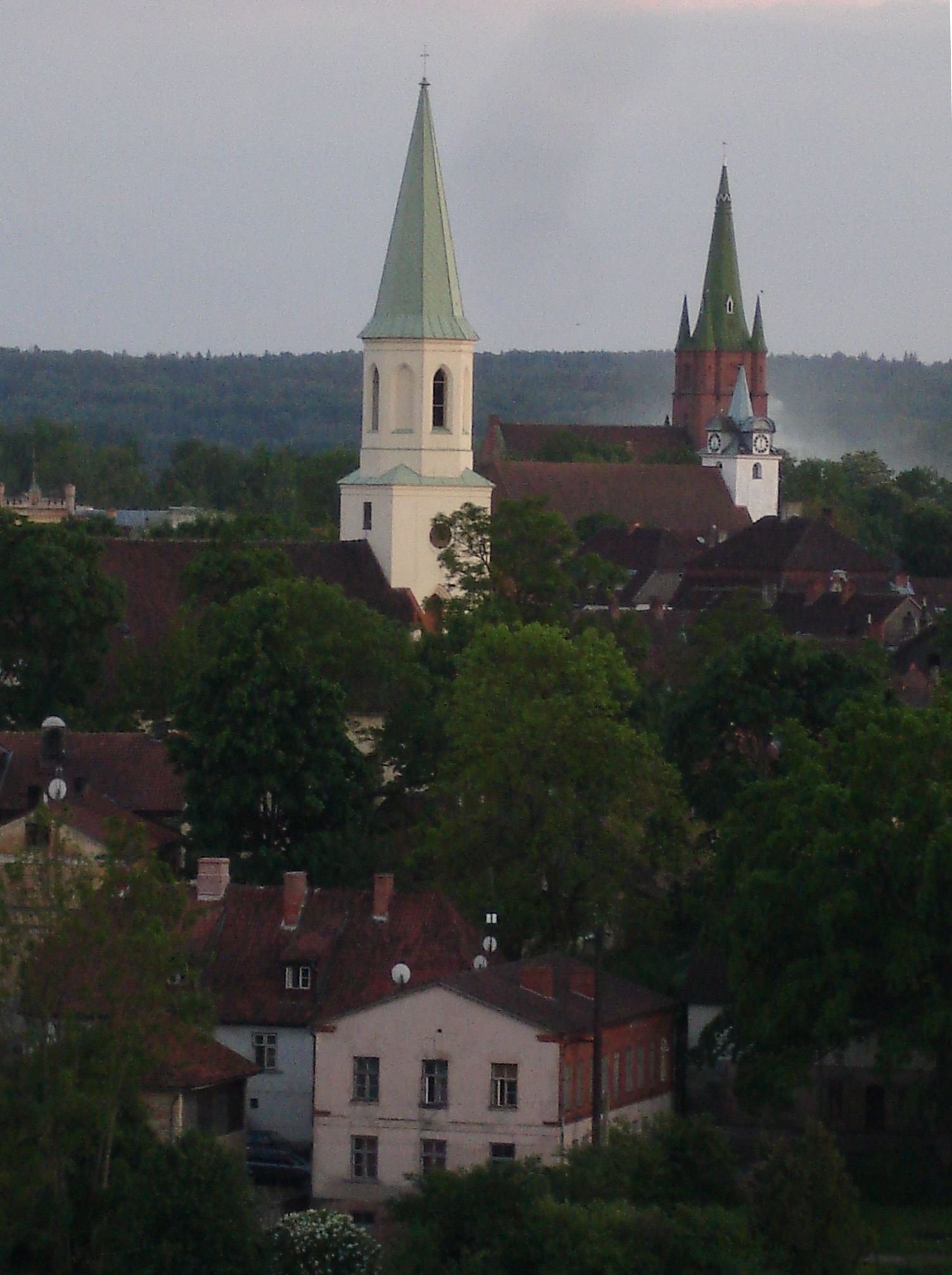
Три кулдигские церкви
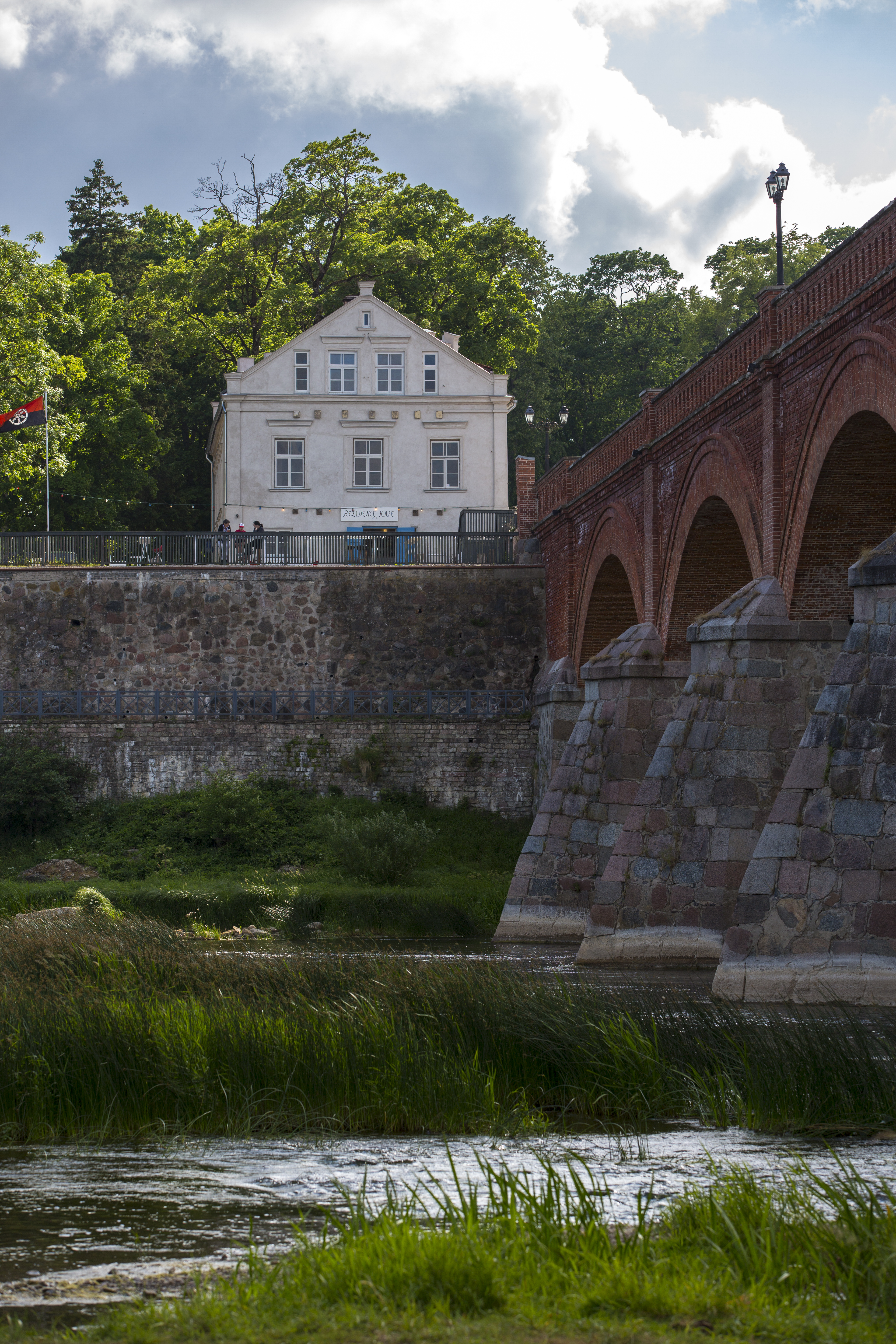
Кирпичный арочный мост через Венту
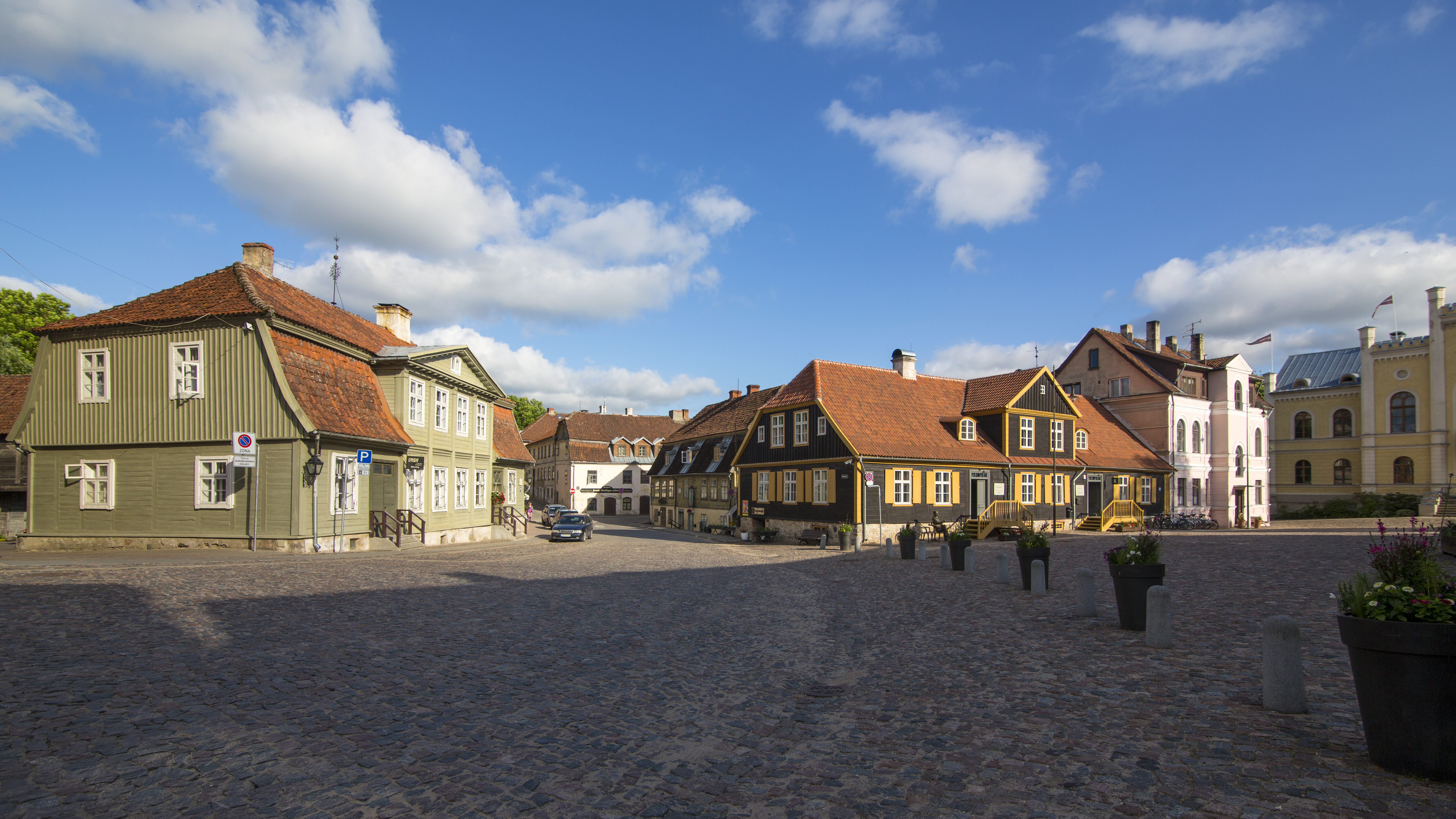
Старая ратуша Кулдиги с Ратушной площадью

## Город в филателии

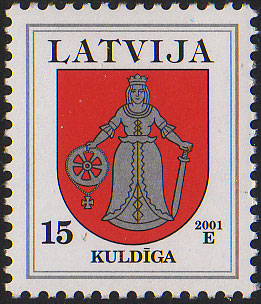
Герб города на почтовой марке 2001 года